# Pobrđe, Kotor
Pobrđe este un sat din comuna Kotor, Muntenegru. Conform datelor de la recensământul din 2003, localitatea are 119 locuitori (la recensământul din 1991 erau 255 de locuitori).

## Demografie
În satul Pobrđe locuiesc 88 de persoane adulte, iar vârsta medie a populației este de 37,4 de ani (32,1 la bărbați și 41,1 la femei). În localitate sunt 32 de gospodării, iar numărul mediu de membri în gospodărie este de 3,72.
Populația localității este foarte eterogenă.
|  |

| Demografie | Demografie | Demografie |
| An         | Locuitori  | Locuitori  |
| ---------- | ---------- | ---------- |
|            |            |            |
|            |            |            |
|            |            |            |
|            |            |            |
| 1948       | 209        |            |
| 1953       | 209        |            |
| 1961       | 240        |            |
| 1971       | 180        |            |
| 1981       | 144        |            |
| 1991       | 255        | 251        |
| 2003       | 123        | 119        |

| \| Componența etnică conform recensământului din 2003[2] \| Componența etnică conform recensământului din 2003[2] \| Componența etnică conform recensământului din 2003[2] \| Componența etnică conform recensământului din 2003[2] \| Componența etnică conform recensământului din 2003[2] \| \| ----------------------------------------------------- \| ----------------------------------------------------- \| ----------------------------------------------------- \| ----------------------------------------------------- \| ----------------------------------------------------- \| \| \| \| \| \| \| \| Sârbi \| Sârbi \| \| 70 \| 58,82% \| \| Muntenegreni \| Muntenegreni \| \| 48 \| 40,33% \| \| necunoscută \| necunoscută \| \| 0 \| 0% \| |              |  |    |        |
| Componența etnică conform recensământului din 2003 |              |  |    |        |
| |              |  |    |        |
| Sârbi | Sârbi        |  | 70 | 58,82% |
| Muntenegreni | Muntenegreni |  | 48 | 40,33% |
| necunoscută | necunoscută  |  | 0  | 0%     |